# 銀河鉄道 (バス会社)
銀河鉄道株式会社（ぎんがてつどう）は、東京都東村山市に本社を置くバス事業者。
社名に「鉄道」とあるが、鉄道事業は設立時から現在に至るまで行っていない。

## 概要
- 所在地
  - 本社：東京都東村山市青葉町2-2-1
  - 太陽系地球営業所：東村山市久米川町3-22-1（旧名称：本社営業所）[1]
    - 太陽系地球営業所に車庫があり、すべての業務を行っている。最寄バス停は東村山青葉恩多町線「野際通り西」

- 事業内容

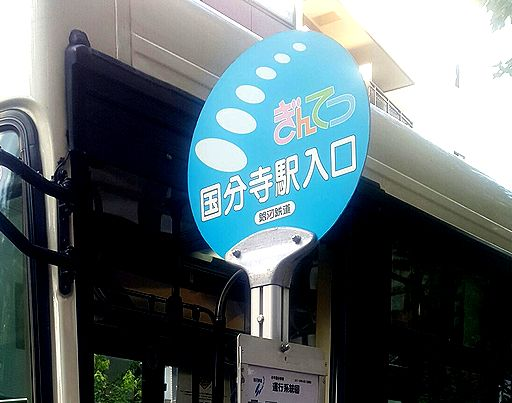
「ぎんてつ」と書かれた銀河鉄道のバス停。

  - バス事業 - 路線バス、貸切バス（営業区域：東京都および埼玉県所沢市）[2]、特定バス
  - その他事業 - 貨物輸送（霊柩車）、旅行業（2009年登録）

公益社団法人日本バス協会の会員にはなっていない。交通系ICカードも利用できない。「東京都シルバーパス」の利用対象にもなっておらず、独自の「お達者定期」を発行している。
また鉄道不通時の代行輸送に関しては、西武鉄道やJR東日本との間で代行輸送契約に至っていないため行えないとする見解を2012年11月に出している。

## 沿革・エピソード
1999年11月15日設立。社名は設立年と銀河鉄道999を掛け合わせたもの。
社長の山本宏昭は幼少の頃からのバスファンであり、1986年には大型二種免許を取得し、新車陸送などのアルバイトを行なう。大学卒業後は家業である酒店の手伝いをしていたが、1988年に中古バスを購入した頃から、バス会社設立の夢を持ちはじめたという。
2000年4月1日より特定輸送事業・貨物運送事業（霊柩限定）で営業を開始。当初は山本の知人が経営する斎場の利用者の輸送を行なっていた。
2001年4月26日より東村山市コミュニティバスの運行プラン策定事業者に選定され、同社の提案が運行計画で採用される。2003年1月23日より西武バス小平営業所と共同運行により東村山市コミュニティバス「グリーンバス」受託開始。
2006年の道路運送法改正により、貸切免許によるコミュニティバスの運行が出来なくなるのを契機に、路線バス事業の許可を取得し、2008年4月7日より東村山市周辺で一般路線バス（小平学校線）の運行も開始。他方、コミュニティバスの運行は2014年5月31日をもって撤退。
以降、「大手バス会社が撤退した地域」あるいは「住民が長年陳情してもバスが走らなかった地域」で路線バスを運行しており、税金には頼らないという理念を掲げ、国や自治体からの運行補助金を一切受け取らない独自の運営方針をとっている。また、運行地域においては珍しい前の扉から乗り、後ろの扉から降りる方式を採用し、乗車時に客が運転士と対面になることでコミュニケーションを促進することをねらいとしている。
2017年からは、運転免許証を返納した65歳以上の顧客に、バス定期券を1年分無料で進呈している。これは、高齢者による自動車事故を減らした上で、積極的な外出を促すことを目的とした、採算度外視での取り組みとなっている。
その他にも社会貢献に積極的であり、2011年には東日本大震災後に、約2000人のボランティアを被災地に無料で送迎。2020年には新型コロナウイルス感染症の流行を受け、東村山駅から新宿駅・東京駅へ片道約2時間の無料の通勤バスを毎日運行した。

## 現行路線

### 東村山青葉恩多町線
- 1系統：東村山駅東口 → スポーツセンター北 → 柳泉園グランドパーク → 東村山駅東口（循環）
- 2系統：スポーツセンター北 → 柳泉園グランドパーク → 東村山駅東口（早朝のみ・出庫便）
- 3系統：東村山駅東口 → 野際通り西（夜のみ・入庫便）

東村山駅から東側の青葉町・恩多町の路線バス空白地を結び、東久留米市境の清掃工場・柳泉園、下里四丁目（久留米西団地）、東村山市運動公園を経て東村山駅へ戻る循環路線。
ダイヤは平日・土曜は概ね15分間隔、日曜・祝日は概ね30分間隔。運賃は180円均一（2025年3月1日より220円均一に値上げ)
小平学校線（現在休止）運行開始9日後の2008年4月16日に運行開始。2012年12月3日から12月28日までの平日に他事業者のような運賃倍額は行わず深夜バスを8本試験運行。

### 小平国分寺線
- 11系統：小平駅南口 - 警察学校東 - 中央大学附属中学・高等学校 - サレジオ通り - 国分寺駅北口
- 12系統：小平駅南口 → 警察学校東 → 中央大学附属中学・高等学校 → サレジオ通り
- 12系統（急行）：小平駅南口 →（途中無停車）→ 中央大学附属中学・高等学校 → 学芸大学 →サレジオ通り

小平駅から駅前の「あかしあ通り」を南下して、小金井市と小平市の境界付近にある中央大学附属や東京学芸大学、サレジオ小学校・中学校、文化女子大学（小平キャンパス）の各学校が集積するエリアを回り、国分寺駅北口に向かう路線。
2010年4月1日、「小金井循環線」として運行開始。当初は学校のエリアから小平駅に戻るルートだったが、沿線住民からの要望に応えて小金井循環線の経路を一部延長し、2012年8月27日に「小平国分寺線」として運行開始。
ダイヤは、11系統が概ね平日・土曜日が20分間隔、日曜・祝日が30分間隔。12系統は、2022年4月現在は運行されていないが、公式サイトの路線案内には2023年1月現在も掲載されている。
以前は国分寺駅北口から少し離れた通称「早実通り」南側の森薬局前に終点の国分寺駅入口停留所を設置していたが、2020年12月23日より国分寺駅北口のロータリーへ変更した。

## 休止・撤退路線

### 小平学校線
小平学校線（2014年3月24日休止）
- 新小平駅 - 小川駅東口 - 明治学院 - 桜華女学院 - 明法中学校・高等学校
2008年4月7日運行開始。新小平駅から距離があるため不便だった、東村山市内に近接して存在する3つの私立校に向かう路線。
ダイヤはスクールバスに近く、朝の新小平駅発2便と午後の学校発4便（土曜は5便。平日と土曜ではダイヤが異なる）のみで、休日は運休となっていた。
新小平駅は青梅街道を西に行った場所に、西武バスや都営バスとは異なる乗り場が設置されていた。運賃は170円均一。2014年3月24日をもって休止された[12]。

### 小平国分寺線
13系統（特別快速）（2022年12月16日休止）
- 小平駅南口 → 地域センター → （直進）→ 国分寺駅北口
  - 利用者の密の緩和や西武線・中央線接続への利便性の向上を目的としたダイヤで、2022年3月1日から3月31日までの間に実証運行が実施された。その後2022年4月1日以降も継続しての運行となっていたが、2022年12月16日をもって休止された。
  - 平日の朝2往復のみで、土曜・日祝日は運行していなかった。
  - 小平駅から地域センターまでの運行は通常の11系統と同じだが、その後は中央大学附属中学・高等学校や学芸大学には向かわずに国分寺街道を直進し、国分寺駅北口まで直通運転する。そのため小平駅南口から国分寺駅北口までを最短で16分で結ぶことができた。

### コミュニティバス
東村山市コミュニティバス「グリーンバス」（2014年5月31日撤退）
- 2003年1月23日受託開始。東村山駅東口 - 多摩北部医療センターのルートのみ担当していた。
- グリーンバスのPASMO・Suica導入にともない、2014年5月31日をもって撤退。委託は西武バス小平営業所に統一される。

## 車両

ポールスタアラッピングのG-103号車（日野・リエッセ）

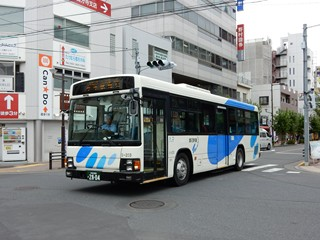
銀河鉄道の小平国分寺線で運用中の車両（いすゞ・エルガ）

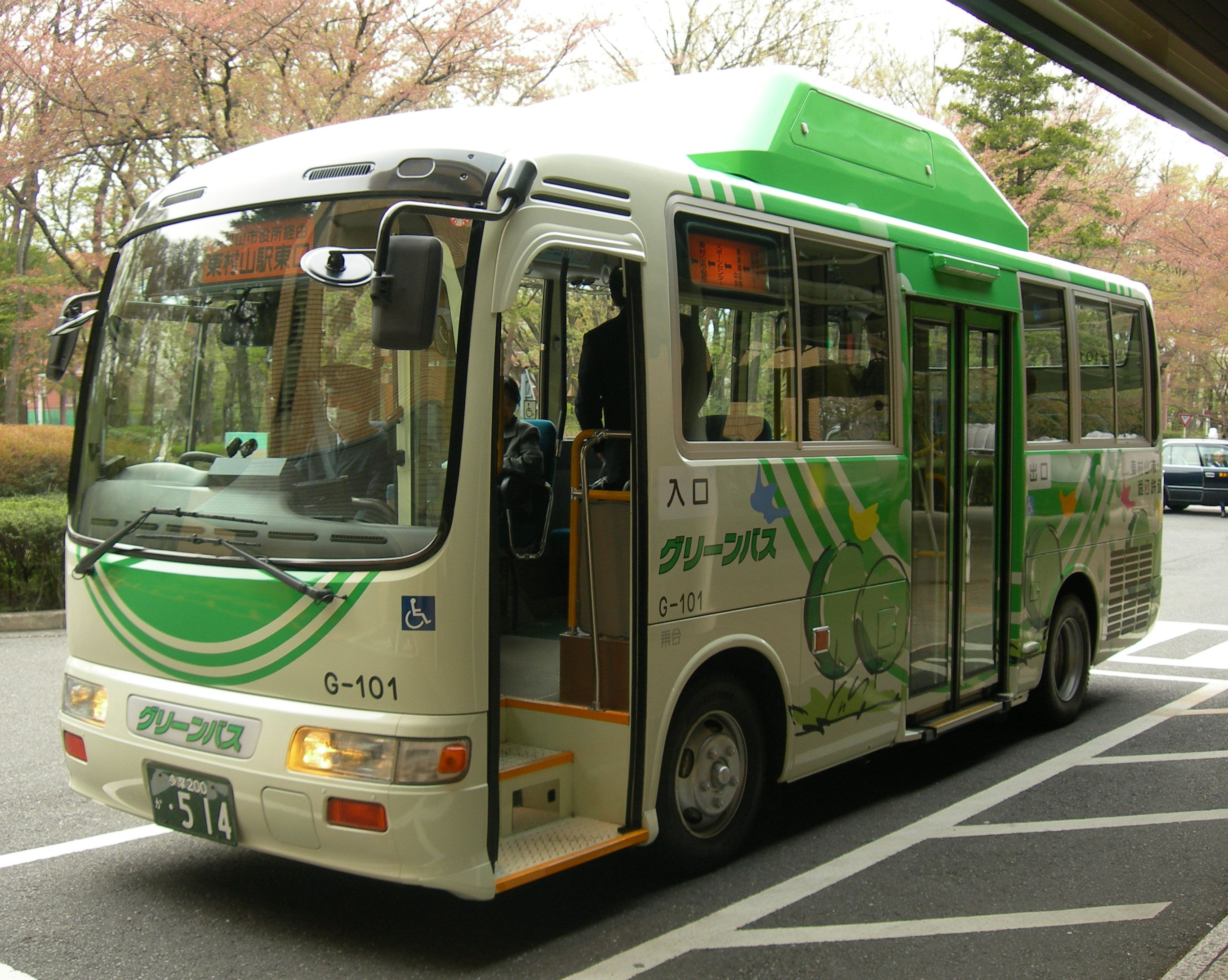
東村山市グリーンバス初代車両の旧旧G-101号車

路線車・貸切車・特定車を合計して20台のバスを保有する。安全第一のための入念な手入れをモットーとして、洗車機は使わず、毎日手作業でバスを洗っている。

### 路線車
- 東村山青葉恩多町線
小型車の日野・リエッセを使用している。整備や車両点検などの都合で中型車が入ることもある。
東村山市を拠点とする企業のラッピングが施された車両も運行しており、2017年6月1日より、東村山市の食品メーカー・ポールスタアのソースを使ったご当地グルメ「ポールスタア東村山黒焼きそば」ラッピングでの運行を開始した（G-103号車）[13]。銀河鉄道の車両としては初のラッピングバスであった。
2019年4月28日からは東村山市に本社があるエネックス株式会社の「エネックスでんき」ラッピングに変更となっている[14]。
- 小平国分寺線
収容力も考慮し、中・大型車を使用する。2015年9月1日より車両の大型化を行い、現在は主に三菱ふそう・エアロスター、日産ディーゼル・UA（富士重工製車体架装・予備）が使用されている。小金井循環線時代を含めた2015年9月1日以前は、日野・レインボー、三菱ふそう・エアロミディMK、いすゞ・エルガミオ、日産ディーゼル・RMを使用していた。ただし、三菱ふそう・エアロミディMK、日産ディーゼル・RMは上記の大型車が整備や車両点検などの場合に代走で充当されることもある。尚、かつて運行されていた富士重工製車体架装のいすゞ・キュービックは、廃車後警視庁東村山警察署のバスジャック訓練に使用された[15][16]。

### 車両概要
| 車号      | ナンバー       | 年式 | 排ガス記号･形式 | 元事業者①                     | 元事業者②                    | 移籍後①                | 移籍後②                | 車種名称       | 備考                 |
| --------- | -------------- | ---- | --------------- | ----------------------------- | ---------------------------- | ---------------------- | ---------------------- | -------------- | -------------------- |
| 旧旧G-101 | 多摩200か･514  | 不明 | KK-RX4JFEA改    | プロパー                      |                              | ミャンマー             |                        | リエッセ       | CNG、廃車済          |
| 旧G-101   | 多摩200か24-60 | 2012 | SDG-HX9JLBE     | プロパー                      |                              | 西武バス 同登録 A2-745 | 羽後交通 秋田200か1690 |                |                      |
| G-101     | 多摩200あ20-00 | 不明 | KC-RX4JFAA      | 不明                          |                              |                        |                        | リエッセ       |                      |
| G-102     | 多摩200か13-93 | 不明 | KC-RX4JFAA      | 不明                          |                              |                        |                        | リエッセ       |                      |
| G-103     | 多摩200か16-82 | 不明 | KC-RX4JFAA      | 不明                          |                              |                        |                        | リエッセ       |                      |
| G-104     | 多摩200か16-81 | 1995 | KC-RM211GSN     | 米沢市80条バス                |                              |                        |                        | スペース       | 廃車済               |
| G-105     | 多摩200か16-60 | 1998 | KC-RM211ESN     | 西武A8-327(所沢22か1491)      |                              |                        |                        | スペース       |                      |
| G-106     | 多摩200か18-36 | 2001 | KK-MK25HH       | 自家用                        |                              |                        |                        | エアロミディー | 中折戸               |
| G-107     | 多摩200か18-77 | 2002 | KK-HR1JKEE      | 自家用                        |                              | JAIST(石川)自家用      |                        | レインボー     | 小型、観光マスク     |
| G-108     | 多摩200か21-53 | 不明 | KK-HR1JEE       | 愛知つばめ交通                |                              | 大分交通北部バス       |                        | レインボー     |                      |
| 旧G-109   | 多摩200か21-48 | 不明 | KK-MK23HH       |                               |                              |                        |                        | エアロミディ   |                      |
| G-109     | 多摩200か26-00 | 2001 | KK-LR233J1      | 羽田京急NH2111(品川200か2316) |                              | 頸城                   |                        | エルガミオ     |                      |
| 旧G-201   | 多摩200か28-02 | 不明 | QKG-MP37FM      | サンプルカー                  |                              | 共和観光               |                        | エアロスター   |                      |
| G-201     | 多摩200か32-64 | 2014 | QKG-MP38FK      | サンプルカー                  |                              |                        |                        | エアロスター   |                      |
| 旧G-202   | 多摩200か25-04 | 1998 | KC-LV380L       | 京成2199(習志野22を3195)      |                              | 倉庫                   |                        | キュービック   | バスジャック訓練使用 |
| G-202     | 多摩200か32-63 | 2014 | QKG-MP35FM      | サンプルカー                  |                              |                        |                        | エアロスター   |                      |
| 旧G-203   | 多摩200か28-04 | 2000 | KL-LV380L1      | 同J726(同登録)                | 立川バスK726(多摩200か・141) |                        |                        | エルガ         | リーフサス           |
| G-203     | 多摩200か38-72 | 2007 | PJ-MP35JM       | 北陸鉄道37-720(金沢200か247)  |                              |                        |                        | エアロスター   | RP                   |
| G-204     | 多摩200か28-40 | 2002 | KL-UA452MAN     | 東濃鉄道(岐阜200か244)        |                              |                        |                        | スペース       |                      |
| G-205     | 多摩200か29-97 | 2003 | KL-MP37JK       | 同(品川200か2561)             | 東急NI476(横浜200か1335)     |                        |                        | エアロスター   |                      |
| G-206     | 多摩200か30-73 | 不明 | KL-MP37JK       | 横浜市営1-2636(横浜200か･719) |                              |                        |                        | エアロスター   |                      |

| 車号      | ナンバー       | 年式 | 排ガス記号･形式 | 元事業者①    | 元事業者② | 移籍後①                                    | 移籍後②          | 車種名称     | 備考 |
| --------- | -------------- | ---- | --------------- | ------------ | --------- | ------------------------------------------ | ---------------- | ------------ | ---- |
| G-304     | 多摩200か11-12 |      |                 |              |           | 東日本大震災で被災した原発まで関係者を送迎 |                  |              |      |
| G-305     | 多摩200か11-98 |      |                 |              |           |                                            |                  |              |      |
| G-401     | 多摩200か･991  |      | KC-UA460NAN     |              |           |                                            |                  |              |      |
| G-402     | 多摩200か14-87 |      | KC-HU3KMCA      |              |           |                                            |                  |              |      |
| G-601     | 多摩200か21-57 |      | MM              | 神奈中       |           |                                            | 海外             | エアロバスMM |      |
| 旧G-701   | 多摩200か24-77 |      | KL-MS86MP       | 三重交通     |           | 劇用車                                     | 海外             |              |      |
| 旧G-702   | 多摩200か28-05 |      | KL-MS86MP       | 三重交通     |           |                                            |                  |              |      |
| 旧G-703   | 多摩200か2524  |      | KC-MS8          |              |           |                                            |                  |              |      |
| 旧旧G-704 | 多摩200か14-48 |      | JA530RAN        |              |           |                                            |                  |              |      |
| 旧G-704   | 多摩200か25-30 |      | P-MS725S        | 帝産観光     |           | ANY企画(熊谷200か1357)                     | 同(成田200か883) |              |      |
| 旧G-705   |                |      |                 |              |           |                                            |                  |              |      |
| 旧G-706   | 多摩200か25-69 |      | U-MS726S        | セイシン観光 | 遠洲鉄道  | ロイヤルバス                               |                  |              |      |
| G-801     | 多摩200か18-43 |      |                 |              |           |                                            |                  |              |      |
| G-802     | 多摩200か18-52 |      |                 |              |           |                                            |                  |              |      |

なお年式・移籍元等については推測が含まれております。どうぞご参考程度に
- 東村山市グリーンバス（撤退）
2003年1月23日の運行開始時に、専用カラーの日野・リエッセCNG車（G-101号車）が導入された。CNG改造はフラットフィールドによる。
その後、日野・ポンチョに置き換えられ、撤退の少し前まで稼働していた。
グリーンバスで使用していた銀河鉄道の車両は、西武バスへの委託一本化にあわせ、西武バス小平営業所に移籍している。

### 貸切車
会社設立初期の看板車は、設立以前に山本が中古で購入した日野・グランシアターであった。
その後、新たな看板車として東都観光バス・国際興業大阪に在籍していたいすゞ・KC-LV781R1（富士7HD架装車）を3台導入。
2012年、草軽交通から1981年製の日野・RC701P（モノコック構造の観光タイプ車体を持つ車両）を譲受し、東京都の排ガス規制適合改修を施した上で運行開始した。このRCは谷保天満宮旧車祭（国立市）に無料シャトルバスとして参加しているほか、連続テレビ小説『半分、青い。』では主人公が岐阜県から東京へ向かうときに乗車する長距離バス車両として使用された。
以後も積極的に増車を進めており、2014年に初の貸切新車として三菱ふそう・エアロエースを2台導入した。2016年現在の看板車は新車導入された三菱ふそう・エアロクイーンである。
コロナ禍による経営悪化の影響を受け、2023年12月に保有する貸切車のうち3台を売却した。

## テレビ番組
- 日経スペシャル カンブリア宮殿 ニッポン人よ、大志を抱け！ ～夢を仕事にした人スペシャル～（2011年1月6日、テレビ東京）[22]